# Saint-Jean-des-Vignes
Saint-Jean-des-Vignes és un municipi francès situat al departament del Roine i a la regió d'Alvèrnia-Roine-Alps. L'any 2007 tenia 396 habitants.

## Demografia

### Població
El 2007 la població de fet de Saint-Jean-des-Vignes era de 396 persones. Hi havia 148 famílies de les quals 28 eren unipersonals (8 homes vivint sols i 20 dones vivint soles), 48 parelles sense fills, 52 parelles amb fills i 20 famílies monoparentals amb fills.
La població ha evolucionat segons el següent gràfic:
Habitants censats

### Habitatges
El 2007 hi havia 162 habitatges, 153 eren l'habitatge principal de la família, 7 eren segones residències i 2 estaven desocupats. 140 eren cases i 22 eren apartaments. Dels 153 habitatges principals, 112 estaven ocupats pels seus propietaris, 39 estaven llogats i ocupats pels llogaters i 2 estaven cedits a títol gratuït; 1 tenia una cambra, 4 en tenien dues, 16 en tenien tres, 36 en tenien quatre i 95 en tenien cinc o més. 128 habitatges disposaven pel capbaix d'una plaça de pàrquing. A 53 habitatges hi havia un automòbil i a 93 n'hi havia dos o més.

### Piràmide de població
La piràmide de població per edats i sexe el 2009 era:
| Homes | Edats   | Dones |
| ----- | ------- | ----- |
| 0     | 95 o +  | 0     |
| 0     | 90 a 94 | 0     |
| 8     | 85 a 89 | 0     |
| 0     | 80 a 84 | 4     |
| 4     | 75 a 79 | 0     |
| 0     | 70 a 74 | 8     |
| 4     | 65 a 69 | 12    |
| 12    | 60 a 64 | 8     |
| 16    | 55 a 59 | 8     |
| 20    | 50 a 54 | 36    |
| 4     | 45 a 49 | 16    |
| 12    | 40 a 44 | 12    |
| 12    | 35 a 39 | 8     |
| 4     | 30 a 34 | 16    |
| 24    | 25 a 29 | 12    |
| 16    | 20 a 24 | 0     |
| 16    | 15 a 19 | 16    |
| 8     | 10 a 14 | 16    |
| 12    | 5 a 9   | 8     |
| 16    | 0 a 4   | 4     |

## Economia
El 2007 la població en edat de treballar era de 251 persones, 179 eren actives i 72 eren inactives. Les 179 persones actives estaven ocupades(98 homes i 81 dones).. De les 72 persones inactives 18 estaven jubilades, 29 estaven estudiant i 25 estaven classificades com a «altres inactius».

### Ingressos
El 2009 a Saint-Jean-des-Vignes hi havia 145 unitats fiscals que integraven 374,5 persones, la mediana anual d'ingressos fiscals per persona era de 21.658 €.

### Activitats econòmiques
Dels 18 establiments que hi havia el 2007, 5 eren d'empreses de construcció, 2 d'empreses de comerç i reparació d'automòbils, 1 d'una empresa d'hostatgeria i restauració, 1 d'una empresa d'informació i comunicació, 1 d'una empresa financera, 1 d'una empresa immobiliària, 5 d'empreses de serveis i 2 d'entitats de l'administració pública.
Dels 5 establiments de servei als particulars que hi havia el 2009, 2 eren paletes, 1 guixaire pintor, 1 fusteria i 1 agència immobiliària.
L'any 2000 a Saint-Jean-des-Vignes hi havia 10 explotacions agrícoles que ocupaven un total de 98 hectàrees.

## Equipaments sanitaris i escolars
El 2009 hi havia una escola elemental.

## Poblacions més properes
El següent diagrama mostra les poblacions més properes.